# Jose Zulueta (bibliograaf)
Jose C. Zulueta (Manilla, 23 december 1876 - aldaar, 10 september 1904) was een Filipijns bibliograaf, historicus en revolutionair. Zulueta was een van de eerste historici, die zich ervoor inzetten om de geschiedenis van de Filipijnen vanuit Filipijns oogpunt te beschrijven. Hij wordt ook wel aangeduid als de historicus van de Filipijnse revolutie.

## Biografie
Jose Zulueta werd geboren op 23 december 1876 in Paco in de Filipijnse hoofdstad Manilla. Zijn moeder overleed toen hij vijf dagen oud was. Toen ook zijn vader enkele jaren daarna overleed werd hij geadopteerd door Agustin de la Rosa en Juliana Estrada. Zulueta volgde eerst onderwijs aan het Colegio de San Juan de Letran en behaalde daarna een Bachelor of Arts aan de Ateneo de Manila University. Aansluitend begon hij met een rechtenstudie aan de University of Santo Tomas. Zijn medestudenten waren onder meer Cecilio Apostol, Fernando Maria Guerrero, Rafael Palma, Epifanio de los Santos, Jaime de Veyra en Jose Abreu.
De uitbraak van de Filipijnse revolutie onderbrak zijn rechtenstudie. Zulueta vocht niet mee, maar koos er in plaats daarvan voor om de gebeurtenissen van dichtbij te observeren met de bedoeling om er een historisch verslag van te schrijven. Van de Spaanse gouverneur-generaal van de Filipijnen Camilo de Polaviejo kreeg hij een vrijgeleide om de frontlinies zonder restricties te bezoeken. Door zijn goede contacten met de Filipijnse revolutionaire leiders kon hij ook de door hen gecontroleerde gebieden gemakkelijk bezoeken. Tijdens de onderhandelingen die zouden leiden tot het pact van Biak-na-Bato assisteerde hij Pedro Paterno. In de tweede fase van de revolutie sloot Zulueta zich aan bij de revolutionaire beweging. Kort na de inname van Malabon begon hij er samen met Epifanio de los Santo de eerste revolutionaire krant genaamd La Libertad. Toen de krant kort daarna ophield te bestaan werd hij een van de redactieleden van de door Antonio Luna opgerichte La Independencia. ook was hij een van de leden van het Malolos Congres en hielp hij mee met het schrijven van de Grondwet van de Eerste Filipijnse Republiek.
Na de dood van Luna vertrok hij naar Manilla, waar hij de nationalistische krant La Union begon. Deze krant werd echter niet lang daarna door Gouverneur-generaal van de Filipijnen Elwell Otis verboden, vanwege de anti-Amerikaanse standpunten. In deze periode hervatte hij ook zijn studie rechten. In 1902 slaagde hij samen met onder meer Manuel Quezon, Sergio Osmena en Juan Sumulong voor het toelatingsexamen (bar exam) van de Filipijnse balie. In 1903 werd Zulueta door gouverneur-generaal Taft aangesteld als "collecting librarian" voor de Filipijnse koloniale overheid. Van eind april 1903 tot en met eind juli 1904 was hij in het kader daarvan in de grote bibliotheken in heel Europa op zoek naar boeken en andere bronnen over de geschiedenis van de Filipijnen. Na terugkeer in de Filipijnen presenteerde hij het rapport Fuentes Historicos de Filipinas over zijn bevindingen en onderzoek in Europa. 
Zulueta overleed in 1904 op 27-jarige leeftijd. Hij was getrouwd met Paz Natividad, een jongere zus van generaal Mamerto Natividad. Na zijn dood kocht de Filipijnse overheid zijn verzameling boeken en manuscripten voor 17.000 peso van zijn weduwe en bracht deze onder bij het National Museum of the Philippines. De Zulueta Collection ging in 1945 verloren tijdens de Slag om Manilla.